# Kometen – Planetoiden – Meteore
Die Zeitschrift Kometen – Planetoiden – Meteore (kurz: KPM) wurde anlässlich des Kometen Halley von Jost Jahn, Michael Möller und Hartwig Lüthen im Jahre 1985 gegründet, da es bis dahin keine eigene Zeitschrift zu diesen drei astronomischen Objekttypen auf dem deutschsprachigen Markt gab.
Sie erschien im Schnitt dreimal im Jahr.
Im Jahre 1997 wurde die Zeitschrift auf Grund des mangelnden Interesses im Zuge des Aufkommens des Internets eingestellt. Hartwig Lüthen veröffentlicht seitdem Artikel zu ähnlichen Themen und in ähnlicher Häufigkeit in der Publikation Sternkieker der Gesellschaft für volkstümliche Astronomie.